# Eulimetta
Genre
Eulimetta est un genre de mollusques gastéropodes de la famille Eulimidae. Les espèces rangées dans ce genre sont marines et parasitent des échinodermes ; l'espèce type est Eulimetta pagoda.

## Distribution
Les espèces sont présentes sur la côte pacifique de l'Amérique Centrale.

## Liste d'espèces
Selon World Register of Marine Species (30 août 2017) :
- Eulimetta atlantica Souza & Pimenta, 2015
- Eulimetta pagoda Warén, 1992